# Kanalstraße 12/1 (Esslingen)

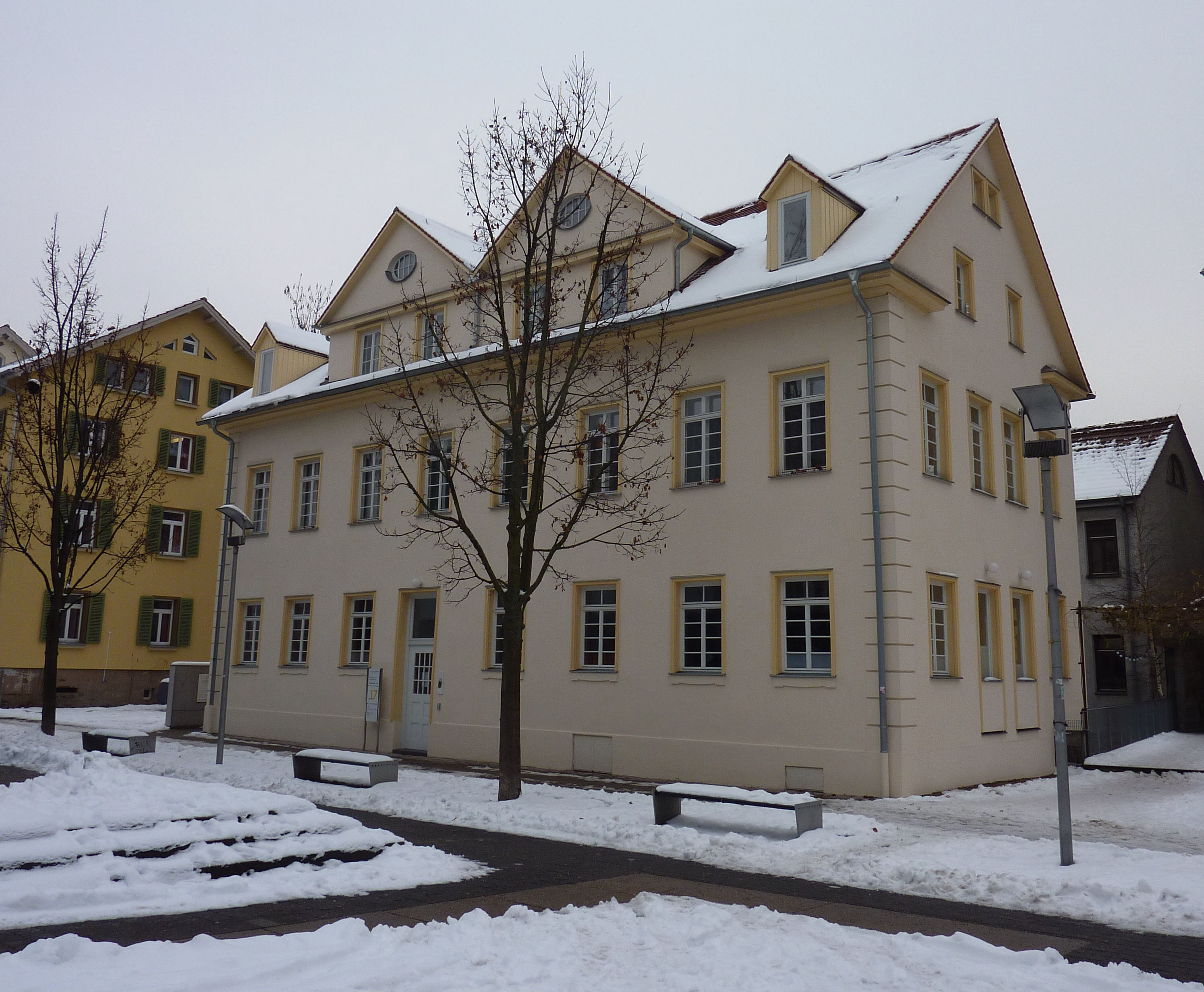
Straßenseite

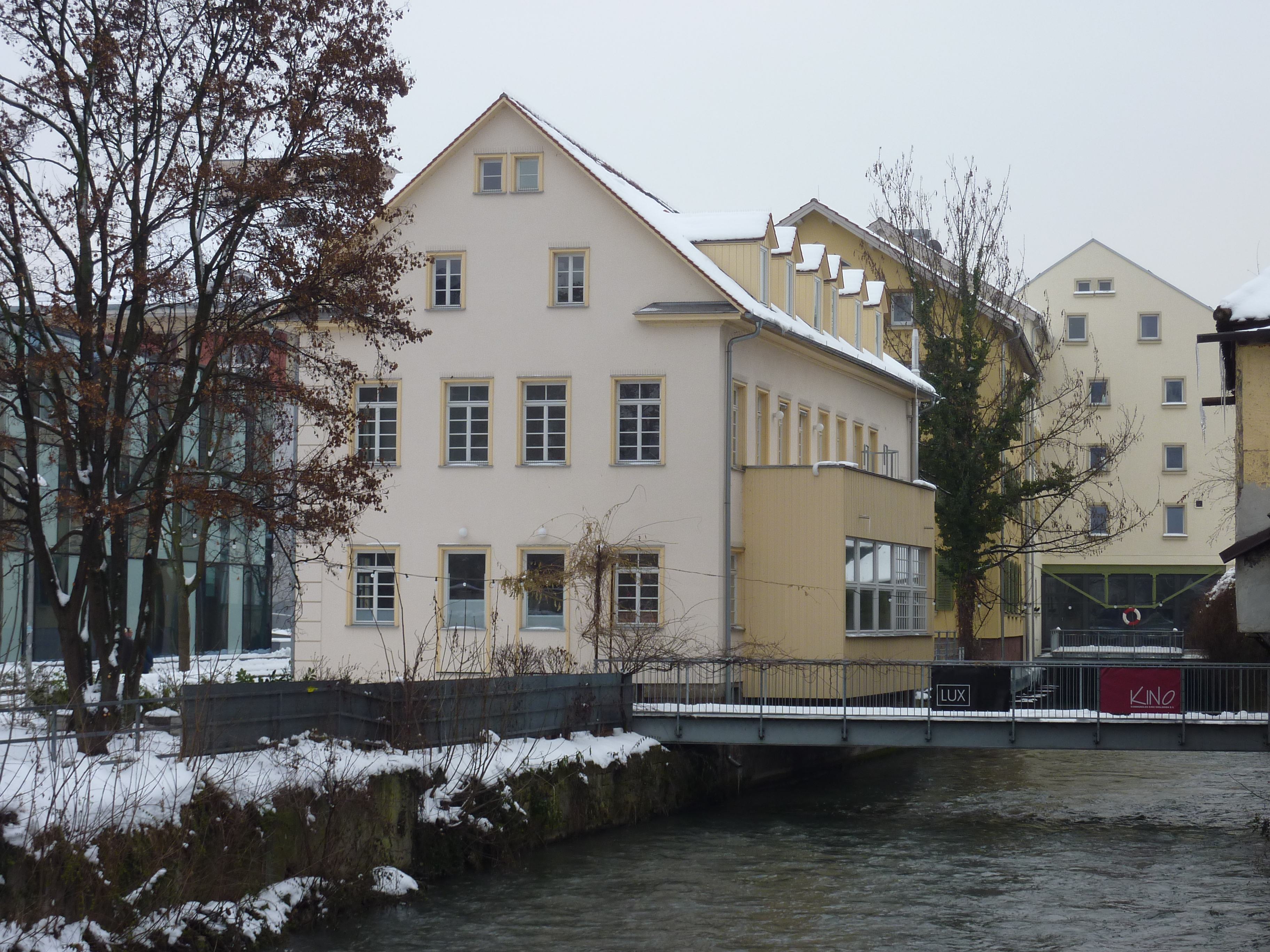
Wasserseite

Das Bauwerk Kanalstraße 12/1 in Esslingen am Neckar ist ein denkmalgeschütztes Gebäude aus der Zeit der Industrialisierung Württembergs.

## Geschichte
Das zweigeschossige klassizistische Gebäude am Rossneckarkanal wurde im 19. Jahrhundert als Kombination aus Wohnhaus und Fabrik gebaut und bis 1914 auch in diesem Sinne genutzt. Während die Fabrikationsstätte jeweils im Erdgeschoss untergebracht war, wohnte der Fabrikherr im ersten Stock. Der letzte Fabrikherr, der das Haus auf diese Weise nutzte, war Christian Mayer. Nachdem im Jahr 1914 die Königlich Württembergische Höhere Maschinenbauschule von Stuttgart nach Esslingen verlegt worden war, wurde das Erdgeschoss des Gebäudes zu einem Restaurant umgebaut. Die Zimmer in den anderen Etagen wurden an Schüler der Institution vermietet. 
Das Gasthaus hieß von 1914 bis 1916 Wirtschaft zur Maschinenbauschule und wurde dann in Feldmarschall Hindenburg umbenannt. Diesen Namen trug es mehrere Jahrzehnte lang. 1975 wurde aus dem Feldmarschall Hindenburg die Kanalschenke. Das Etablissement verlor an Reputation, wurde schließlich geschlossen und stand dann über Jahre leer. Nach umfassender Renovierung wurde das Haus ab 2009 als Boardinghouse mit sieben möblierten Apartments genutzt.
Das Haus Kanalstraße 12/1 gilt als ein seltenes Beispiel für frühe Industriebautypen Württembergs und wurde unter anderem deshalb unter Denkmalschutz gestellt. Der traufständige Satteldachbau wurde in Fachwerkbauweise errichtet, besitzt aber einen massiven Sockel. Er weist angedeutete Giebelfußgesimse und Eckquaderungen auf und steht auf einem Gelände, das schon im Mittelalter wirtschaftlich genutzt wurde. Bodenzeugnisse deuten auf die Ansiedlung von Gerbereien und Leimsiedereien im Bereich der heutigen Kanalstraße 12/1 und dem nördlich davon gelegenen Gebiet hin.